# Garching an der Alz
Garching là một đô thị thuộc huyện Altötting bang Bayern nước Đức